# Histoire de l'Espagne
Histoire de l'Espagne es un libro del historiador francés Pierre Vilar publicado en 1947.
La obra describe y analiza la historia de España. Estuvo prohibida y fue perseguida por la censura franquista, ya que disentía en el tratamiento de una serie de temas con respecto a la historiografía oficial del régimen.
La obra se destaca por su capacidad de síntesis, y su habilidad para analizar los actos de dirigentes y de masas, que participaron de los diversos hechos políticos españoles y junto con sus ideas, dando sentido a los hechos del pasado.